# Bonnie Bedelia
Bonnie Bedelia Culkin (Manhattan, 1948. március 25. vagy 1946. március 25. –) Golden Globe- és Primetime Emmy-díjra jelölt amerikai színésznő. 
Pályafutását az 1960-as években színpadon kezdte, majd a Love of Life című szappanoperában szerepelt. A mozivásznon 1969-ben debütált A különleges tengerész című filmdrámában. Ezt követően szerepelt A lovakat lelövik, ugye? (1969) és a Szerelmesek és más idegenek (1970) című filmekben. A Nő a volánnál (1983) című életrajzi drámában Shirley Muldowney autóversenyző megformálásáért Golden Globe-ra jelölték. Feltűnt a Pimaszság hercege (1988), a Drágán add az életed! (1988), a Még drágább az életed (1990), az Ártatlanságra ítélve (1990) és a Hasznos holmik (1993) című filmekben is.
1994-ben a Bukott angyalok sorozattal jelölték Primetime Emmy-díjra. A 2000-es évek elején Az ügyosztály (2001–2004), 2010 és 2015 között a Vásott szülők című televíziós sorozat főszereplője volt.

## Fiatalkora és családja
Manhattanben született, édesanyja Marian Ethel (leánykori nevén Wagner) Culkin írónő és szerkesztő volt. Édesapja, Philip Harley Culkin lánya születésekor már az 50-es éveiben járt és cége épp csődbe ment. Egy szegény környéken nőttek fel három testvérével, köztük bátyjával, Kit Culkinnal. Bonnie 14 éves volt, amikor elveszítette édesanyját, nem sokkal később betegeskedő édesapja is elhunyt.
Bátyja révén Macaulay, Rory és Kieran Culkin nagynénje.
A School of American Ballet elnevezésű balettiskolában táncot, a HB Studio drámaiskolában pedig színészetet tanult.

## Pályafutása
Első filmszerepe az 1969-es A különleges tengerész című filmdrámában volt. Ezt követte még ugyanebben az évben a szintén drámai hangvételű A lovakat lelövik, ugye?, melyben egy terhes maratoni futót alakít. 1970-ben a Szerelmesek és más idegenek, 1978-ban A nagy umbulda című filmvígjátékban szerepelt, utóbbiban Richard Dreyfuss oldalán. Eközben az 1974-es The New Land című ABC-drámasorozatban is főszerepet kapott.
A Nő a volánnál (1983) meghozta számára a kritikai elismerést, Shirley Muldowney autóversenyzőnő szerepében Golden Globe-díjra jelölték. Két Stephen King-adaptációban is feltűnt: a Borzalmak városát feldolgozó A gonosz háza (1989) című tévéfilmben és az 1993-ban bemutatott Hasznos holmikban. Az 1980-as évek végén a Bruce Willis által alakított John McClane feleségét játszotta a Drágán add az életed! (1988) című akciófilmben, amelynek 1990-es folytatásában is visszatért. Az Ártatlanságra ítélve (1990) című bűnügyi filmben Harrison Ford karakterének feleségeként volt látható. 
A Bukott angyalok című amerikai sorozat egy 1993-as epizódszerepéért Primetime Emmy-díjra jelölték. Az 1990-es években számos egyéb televíziós szerepet is elvállalt, főként tévéfilmekben. A 2000-es évek elején, 2001 és 2004 között Kate McCafferty századosként Az ügyosztály című rendőrségi drámasorozat főszereplője volt. 2008-ban a CSI: A helyszínelők egy epizódjában vendégszerepelt. 2010-ben következett a Vásott szülők című családi sorozat egyik főszerepe. 2017-ben A kijelölt túlélő 2. évadjában játszott.

## Filmográfia

### Film
| Év   | Magyar cím                  | Eredeti cím                      | Szerep                              | Magyar hang    |
| ---- | --------------------------- | -------------------------------- | ----------------------------------- | -------------- |
| 1969 | A különleges tengerész      | The Gypsy Moths                  | Annie Burke                         |                |
| 1969 | A lovakat lelövik, ugye?    | They Shoot Horses, Don't They?   | Ruby Bates                          | Egri Kati      |
| 1970 | Szerelmesek és más idegenek | Lovers and Other Strangers       | Susan Henderson                     | Kovács Nóra    |
| 1972 |                             | The Picture (rövidfilm)          | Reva                                |                |
| 1972 |                             | In Pursuit of Treasure           | ismeretlen szerep                   |                |
| 1972 |                             | The Strange Vengeance of Rosalie | Rosalie                             |                |
| 1973 |                             | Between Friends                  | Ellie                               |                |
| 1978 | A nagy umbulda              | The Big Fix                      | Suzanne                             | Mics Ildikó    |
| 1983 | Nő a volánnál               | Heart Like a Wheel               | Shirley Muldowney                   | Bánsági Ildikó |
| 1986 | Egy angyal halála           | Death of an Angel                | Grace McKenzie                      | Kubik Anna     |
| 1986 | Újra nyílnak a violák       | Violets Are Blue                 | Ruth Squires                        | Csere Ágnes    |
| 1986 | Repül a haverom             | The Boy Who Could Fly            | Charlene Michaelson                 | Csere Ágnes    |
| 1986 | Repül a haverom             | The Boy Who Could Fly            | Charlene Michaelson                 | Bertalan Ágnes |
| 1987 | Apja fia                    | Like Father Like Son             | hölgy rágógumival a hajában (cameo) |                |
| 1987 | Az üldözött szemtanú        | The Stranger                     | Alice Kildee                        |                |
| 1988 | A pimaszság hercege         | The Prince of Pennsylvania       | Pam Marshetta                       | Andresz Kati   |
| 1988 | Drágán add az életed!       | Die Hard                         | Holly Gennaro McClane               | Andresz Kati   |
| 1988 | Drágán add az életed!       | Die Hard                         | Holly Gennaro McClane               | Orosz Anna     |
| 1989 | Fat Man és Little Boy       | Fat Man and Little Boy           | Kitty Oppenheimer                   | Kökényessy Ági |
| 1990 | Még drágább az életed       | Die Hard 2                       | Holly Gennaro McClane               | Herczeg Csilla |
| 1990 | Ártatlanságra ítélve        | Presumed Innocent                | Barbara Sabich                      | Simon Mari     |
| 1993 | Hasznos holmik              | Needful Things                   | Polly Chalmers                      | Kocsis Mariann |
| 1994 | Hallgass velem!             | Speechless                       | Annette                             | Jani Ildikó    |
| 1994 | Hallgass velem!             | Speechless                       | Annette                             | Kökényessy Ági |
| 1994 |                             | Judicial Consent                 | Gwen Warwick                        |                |
| 1997 | Rossz modor                 | Bad Manners                      | Nancy Westlund                      |                |
| 1999 | Gloria                      | Gloria                           | Brenda                              | Incze Ildikó   |
| 1999 | Mindenütt jó                | Anywhere But Here                | Carol                               | Juhász Judit   |
| 1999 | Mindenütt jó                | Anywhere But Here                | Carol                               | Kocsis Mariann |
| 2000 | Rongy élet                  | Sordid Lives                     | Latrelle Williamson                 | Kovács Nóra    |
| 2003 |                             | Manhood                          | Alice                               |                |
| 2005 | Egyetemi évek               | Berkeley                         | Hawkins                             |                |
| 2013 |                             | Munchausen (rövidfilm)           | anya                                |                |
| 2016 |                             | Broken Links                     | Melanie                             |                |
| 2017 |                             | A Very Sordid Wedding            | Latrelle Williamson                 |                |
| 2017 |                             | The Scent of Rain and Lightning  | Annabelle                           |                |
| 2019 |                             | A Stone in the Water             | Martha                              |                |
| 2021 |                             | Violet                           | Helen nagynéni                      |                |
| 2022 | Noel naplója                | The Noel Diary                   | Ellie Foster                        | Vándor Éva     |
| 2023 |                             | The Hill                         | Gram                                |                |

### Televízió

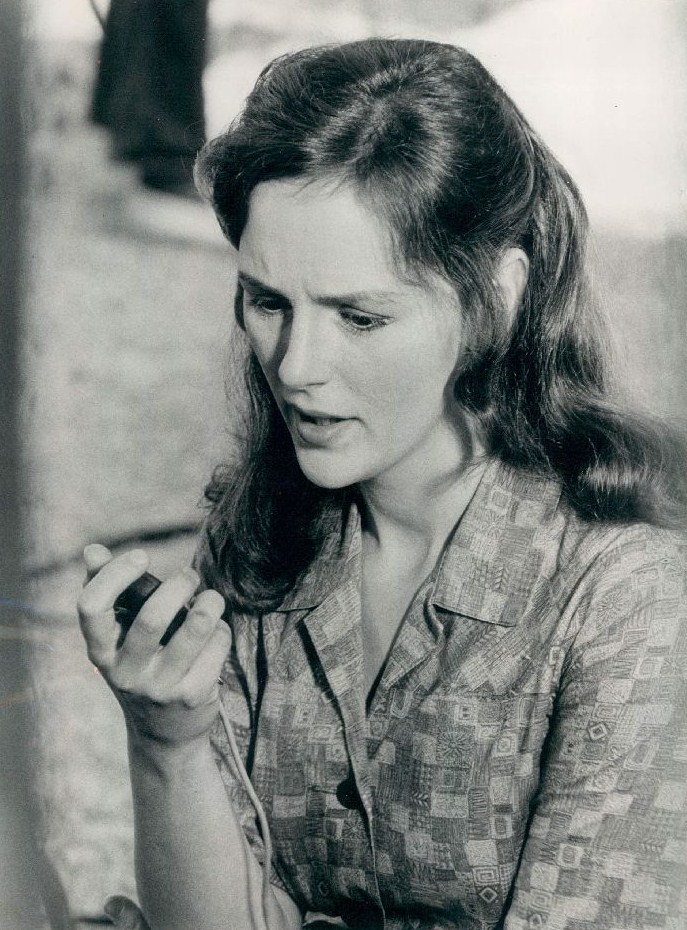
A Message to My Daughter (1973) című tévéfilmben

#### Tévéfilm
| Év   | Magyar cím                  | Eredeti cím                                  | Szerep           | Magyar hang       |
| ---- | --------------------------- | -------------------------------------------- | ---------------- | ----------------- |
| 1972 |                             | Sandcastles                                  | Jenna Hampshire  |                   |
| 1973 |                             | A Time for Love                              | Kitty            |                   |
| 1973 |                             | Message to My Daughter                       | Janet Thatcher   |                   |
| 1974 |                             | Heatwave!                                    | Laura Taylor     |                   |
| 1978 |                             | A Question of Love                           | Joan Saltzman    |                   |
| 1979 |                             | Walking Through the Fire                     | Dr. Rand         |                   |
| 1980 |                             | Tourist                                      | Mandy Burke      |                   |
| 1980 |                             | Fighting Back: The Rocky Bleier Story        | Aleta            |                   |
| 1982 |                             | Million Dollar Infield                       | Marcia Miller    |                   |
| 1983 |                             | Memorial Day                                 | Cass             |                   |
| 1985 |                             | The Lady from Yesterday                      | Janet Weston     |                   |
| 1986 |                             | Alex: The Life of a Child                    | Carole Deford    |                   |
| 1987 | Ha eljön a pillanat         | When the Time Comes                          | Liddy Travis     | Vándor Éva        |
| 1990 | Villamosszék villanófényben | Somebody Has to Shoot the Picture            | Hannah McGrath   |                   |
| 1991 | Cseregyerekek               | Switched at Birth                            | Regina Twigg     | Farkasinszky Edit |
| 1992 |                             | A Mother's Right: The Elizabeth Morgan Story | Elizabeth Morgan |                   |
| 1995 |                             | Legacy of Sin: The William Coit Story        | Jill Coit        |                   |
| 1995 | Perben a múlttal            | Shadow of a Doubt                            | Robin Harwell    |                   |
| 1996 |                             | Homecoming                                   | Eunice Logan     |                   |
| 1996 | Drága tanulópénz            | Her Costly Affair                            | Dr. Diane Weston |                   |
| 1997 | Gyilkos előítélet           | Any Mother's Son                             | Dorothy Hajdys   | Farkasinszky Edit |
| 1998 | Újra élni                   | To Live Again                                | Iris Sayer       |                   |
| 1999 | A csend börtönében          | Locked in Silence                            | Lydia            |                   |
| 2000 | Virágot Algernonnak         | Flowers for Algernon                         | Rose             | Bessenyei Emma    |
| 2000 | Kisvárosi szerelem          | Picnic                                       | Flo Owens        |                   |
| 2017 |                             | A Joyous Christmas                           | Joy              |                   |
| 2017 |                             | Christmas on the Coast                       | Ellie Cassadine  |                   |

#### Sorozat
| Év        | Magyar cím          | Eredeti cím                    | Szerep                          | Megjegyzések                                                |
| --------- | ------------------- | ------------------------------ | ------------------------------- | ----------------------------------------------------------- |
| 1958      |                     | Playhouse 90                   | Clara                           | 1 epizód                                                    |
| 1961–1967 |                     | Love of Life                   | Sandy Porter                    | 13 epizód                                                   |
| 1964      |                     | East Side/West Side            | Linda Stuart                    | 1 epizód                                                    |
| 1968      |                     | Judd for the Defense           | Ellie                           | 1 epizód                                                    |
| 1968      |                     | The High Chaparral             | Tina Granger                    | 1 epizód                                                    |
| 1969      |                     | Then Came Bronson              | Temple Brooks                   | 1 epizód                                                    |
| 1969–1972 |                     | Bonanza                        | Laurie Mansfield / Alice Harper | 2 epizód                                                    |
| 1973      |                     | Hawkins                        | Edith Dayton-Thomas             | 1 epizód                                                    |
| 1973      |                     | Love Story                     | Alice Hartman                   | 1 epizód                                                    |
| 1974      |                     | The New Land                   | Anna Larsen                     | 13 epizód                                                   |
| 1979      | A gonosz háza       | Salem's Lot                    | Susan Norton                    | - minisorozat (2 epizód) - magyar hangja: - Báthory Orsolya |
| 1993      |                     | The Fire Next Time             | Suzanne Morgan                  | minisorozat (2 epizód)                                      |
| 1993      | Bukott angyalok     | Fallen Angels                  | Sally Creighton                 | 1 epizód                                                    |
| 1996      | Végtelen határok    | The Outer Limits               | Nancy McDonald                  | 1 epizód                                                    |
| 1996      |                     | A Season in Purgatory          | Valerie Sabbath                 | minisorozat                                                 |
| 2001–2004 | Az ügyosztály       | The Division                   | Kate McCafferty százados        | 88 epizód                                                   |
| 2007      |                     | Big Love                       | Virginia Ginger Heffman         | 1 epizód                                                    |
| 2008      | CSI: A helyszínelők | CSI: Crime Scene Investigation | Madeline Klein                  | 1 epizód                                                    |
| 2008      |                     | Sordid Lives: The Series       | Latrelle Williamson             | 12 epizód                                                   |
| 2010–2015 | Vásott szülők       | Parenthood                     | Camille Braverman               | - főszereplő (103 epizód) - magyar hangja: - Incze Ildikó   |
| 2017      | A kijelölt túlélő   | Designated Survivor            | Eva Booker                      | 5 epizód                                                    |
| 2019      | Mi lenne, ha…?      | What/If                        | Margaret Denner                 | 1 epizód                                                    |
| 2021      |                     | Panic                          | Anne McCarthy                   | 8 epizód                                                    |

## Fontosabb díjak és jelölések
| Díj                | Kategória                              | Jelölt mű            | Eredmény |
| ------------------ | -------------------------------------- | -------------------- | -------- |
| Golden Globe-díj   | legjobb női főszereplő – filmdráma     | Nő a volánnál (1983) | Jelölve  |
| Primetime Emmy-díj | legjobb vendégszínésznő (drámasorozat) | Bukott angyalok      | Jelölve  |

## Fordítás
- Ez a szócikk részben vagy egészben  a   Bonnie Bedelia című angol Wikipédia-szócikk ezen változatának fordításán alapul.  Az eredeti cikk szerkesztőit annak laptörténete sorolja fel. Ez a jelzés csupán a megfogalmazás eredetét és a szerzői jogokat jelzi, nem szolgál a cikkben szereplő információk forrásmegjelöléseként.